# انتخابات الرئاسة الإندونيسية 2009
انتخابات الرئاسة الإندونيسية 2009 هي الانتخابات الرئاسية التي جرت في 8 يوليو 2009، لانتخاب رئيس إندونيسيا، فاز بالانتخابات سوسيلو بامبانغ يودهويونو.